# Лук'янівська (станція метро)
50°27′44″ пн. ш. 30°28′54″ сх. д. / 50.46222° пн. ш. 30.48167° сх. д.
«Лук'я́нівська» — 38-ма станція Київського метрополітену. Розташована на Сирецько-Печерській лінії між станціями «Золоті ворота» і «Дорогожичі». Відкрита 30 грудня 1996 року. Назва походить від однойменної місцевості, де розташована станція. На станції вставлено тактильне покриття.

## Конструкція
Конструкція станції — пілонна трисклепінна з острівною платформою.
Колійний розвиток: 3-стрілочні оборотні тупики з боку станції «Дорогожичі»;
Станція має три підземних зали — середній і два зали з посадочними платформами. Зали станції з'єднані між собою чередою проходів-порталів, які чергуються з пілонами. Середній зал з'єднаний з наземним вестибюлем за допомогою ескалаторного тунелю. Для підйому та спуску пасажирів в ескалаторному тунелі (з північного боку платформи) встановлено чотиристрічкові одномаршеві ескалатори. Касовий зал розміщено у наземному двоповерховому вестибюлі, в якому також розташовані служби метрополітену та торговельний комплекс.
Станція розташована на вулиці Юрія Іллєнка. Неподалік неї на вулиці Січових Стрільців знаходяться найбільший кінотеатр міста «Київська Русь» та виробниче об'єднання «Артем». Вхідний вестибюль станції межує з торговельним центром «Квадрат».
Станція глибокого закладення, пілонного типу. Інтер'єр станції доволі цікавий, зокрема приємне враження справляють пілони з зеленого та білого мармуру. Привабливо виглядає і наземний вестибюль, який став першим на Сирецько-Печерській лінії.
Архітектурно-художнє рішення станції відповідає її функції та виконано у строгих лаконічних формах. Основними елементами, що формують інтер'єр перонного залу, є металеві жорсткі світловоди, які виконують функцію архітектурного освітлення, інформаційного дизайну та зонування простору.

## Історія
Особливістю станції з дня її відкриття було те, що через близькість підземних вод і недосконалість систем їх відведення на платформах «Лук'янівської» постійно підтікала вода, через що прибиральники змушені були збирати її ганчірками, що не додавало привабливості самій станції. У 2007—2008 роках на станції був проведений ремонт для ліквідації течій. Під час ремонту центрального залу світильники оригінальної форми були замінені стандартними люмінісцентними лампами.
15 березня 2022 року в ході обстрілу Шевченківського району Києва під час російського вторгнення наземна частина станції метро «Лук'янівська» отримала пошкодження.
29 грудня 2023 року будівлю станції знову було пошкоджено під час російського ракетного удару по Києву.
В результаті ракетного удару 8 липня 2024 року з влучанням російських ракет у будівлі поруч вестибюль станції отримав пошкодження втретє.
18 січня 2025 року в результаті удару балістичною ракетою «Іскандер-М» вестибюль станції був пошкоджений вчетверте.
21 липня 2025 року, внаслідок обстрілу, частково пошкоджена наземна частина станції метро «Лук'янівська».

## Інтернет
3 липня 2020 оператор зв'язку Київстар спільно з двома операторами почав надавати на станції послуги 4G зв'язку з використанням частот у діапазонах 1800 МГц та 2600 МГц на станції і в тунелі, примикаючому до станції «Дорогожичі».

## Пересадки
За перспективним планом розвитку метрополітену, станція «Лук'янівська» має стати частиною пересадкового вузла з майбутньою станцією метро «Глибочицька» Подільсько-Вигурівської лінії. Також від оборотного тупика станції планується спорудити службово-з'єднувальну гілку на Подільсько-Вигурівську лінію.
Разом із пересадочним вузлом передбачається спорудити другий вихід зі станції. Похилий тунель із трьома стрічками ескалаторів висотою підйому 48,6 м сполучатиме платформу з підземним вестибюлем, розташованим у сквері на перетині вулиць Січових Стрільців та Глибочицької.

## Пасажиропотік
| Рік                           | 2009 | 2011 | 2012 | 2013 | 2014 | 2015 | 2016 | 2017 | 2018 |
| ----------------------------- | ---- | ---- | ---- | ---- | ---- | ---- | ---- | ---- | ---- |
| Пасажиропотік, тис. осіб/добу | 45,1 | 44,3 | 43,8 | 43,9 | 41,4 | 39,8 | 39,1 | 40,0 | 39,8 |

## Галерея

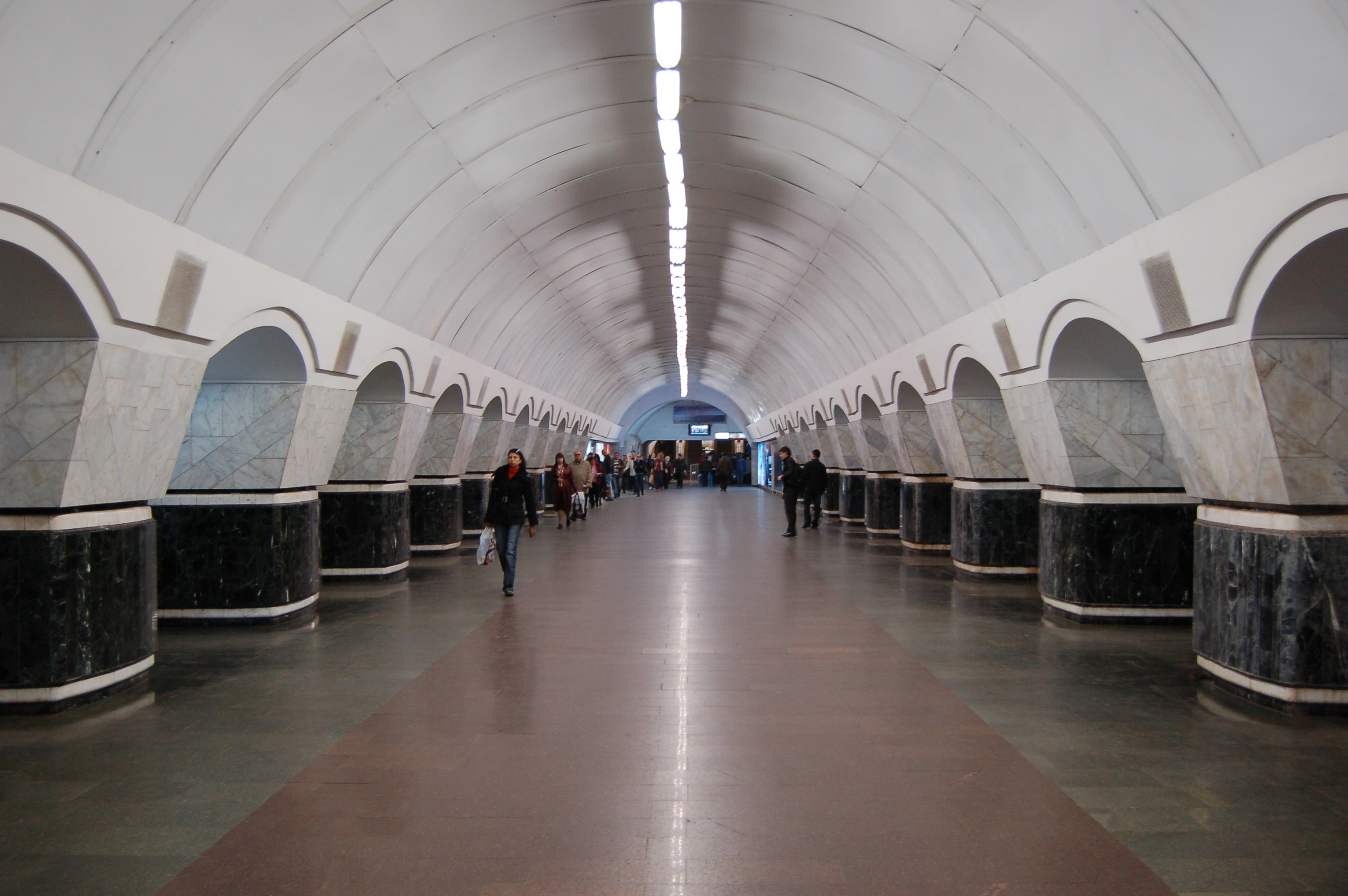
Центральний зал, вигляд в бік ескалаторів
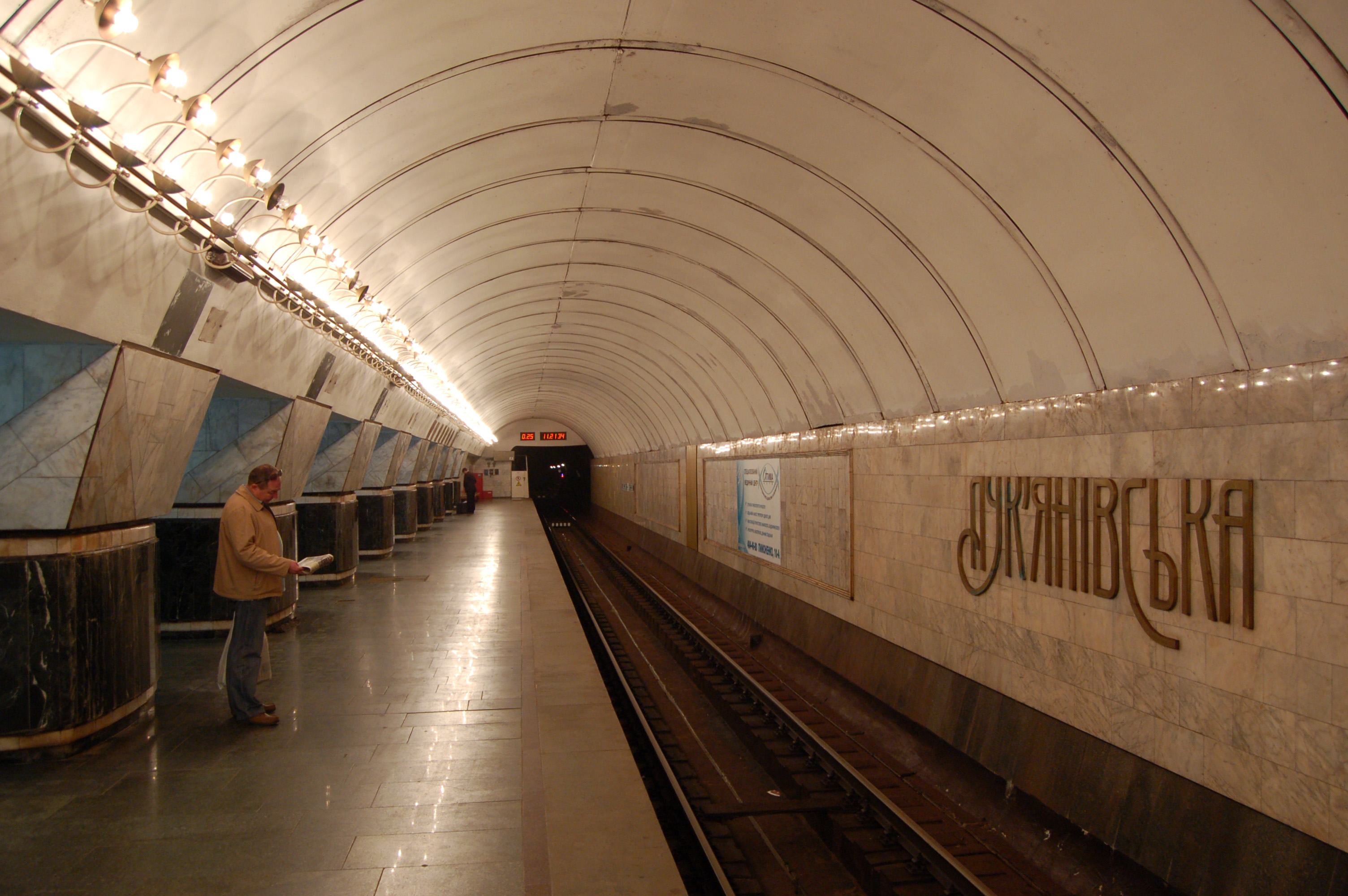
Посадкова платформа
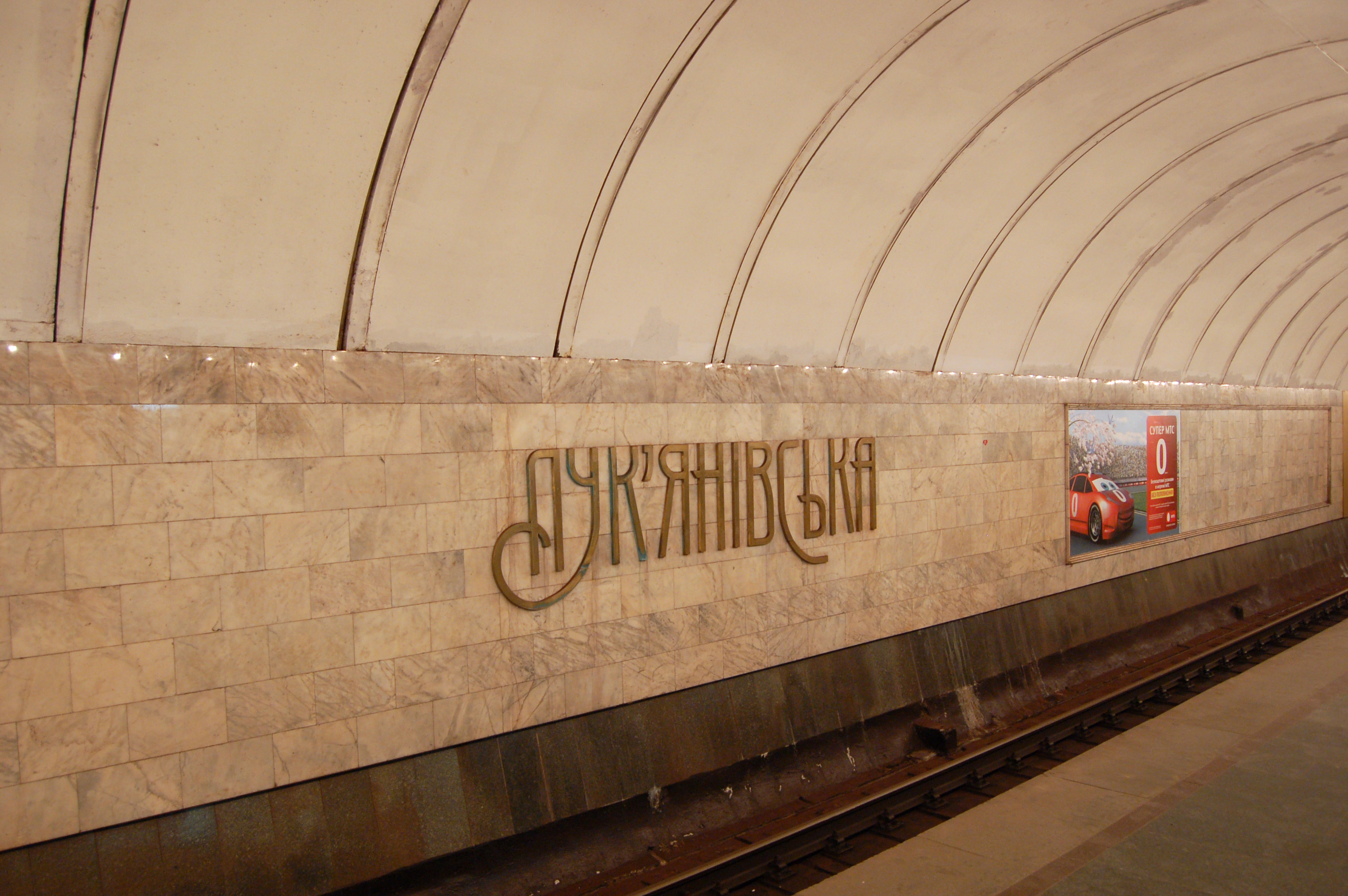
Назва на колійній стіні
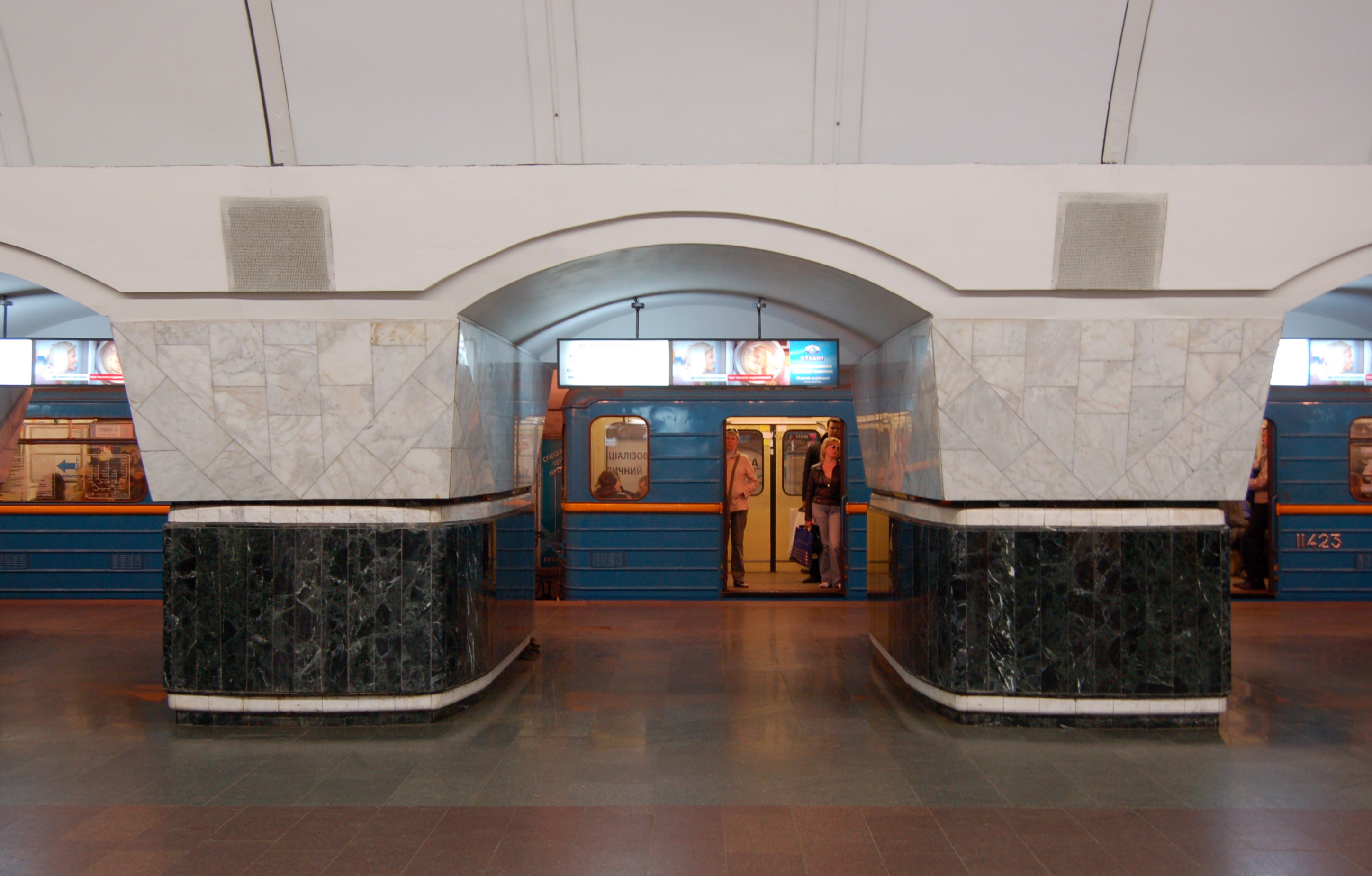
Форма пілонів
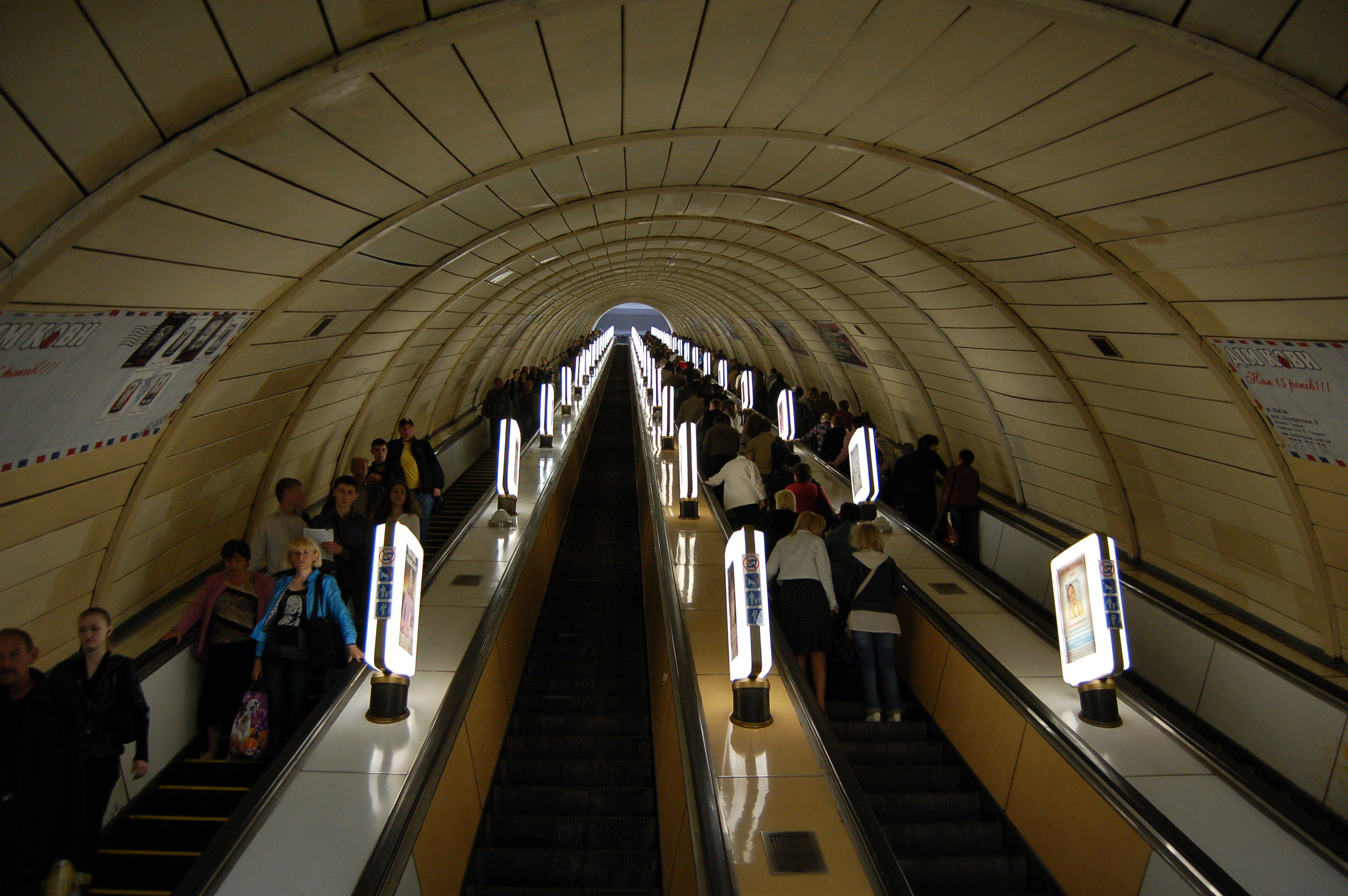
Ескалаторний нахил
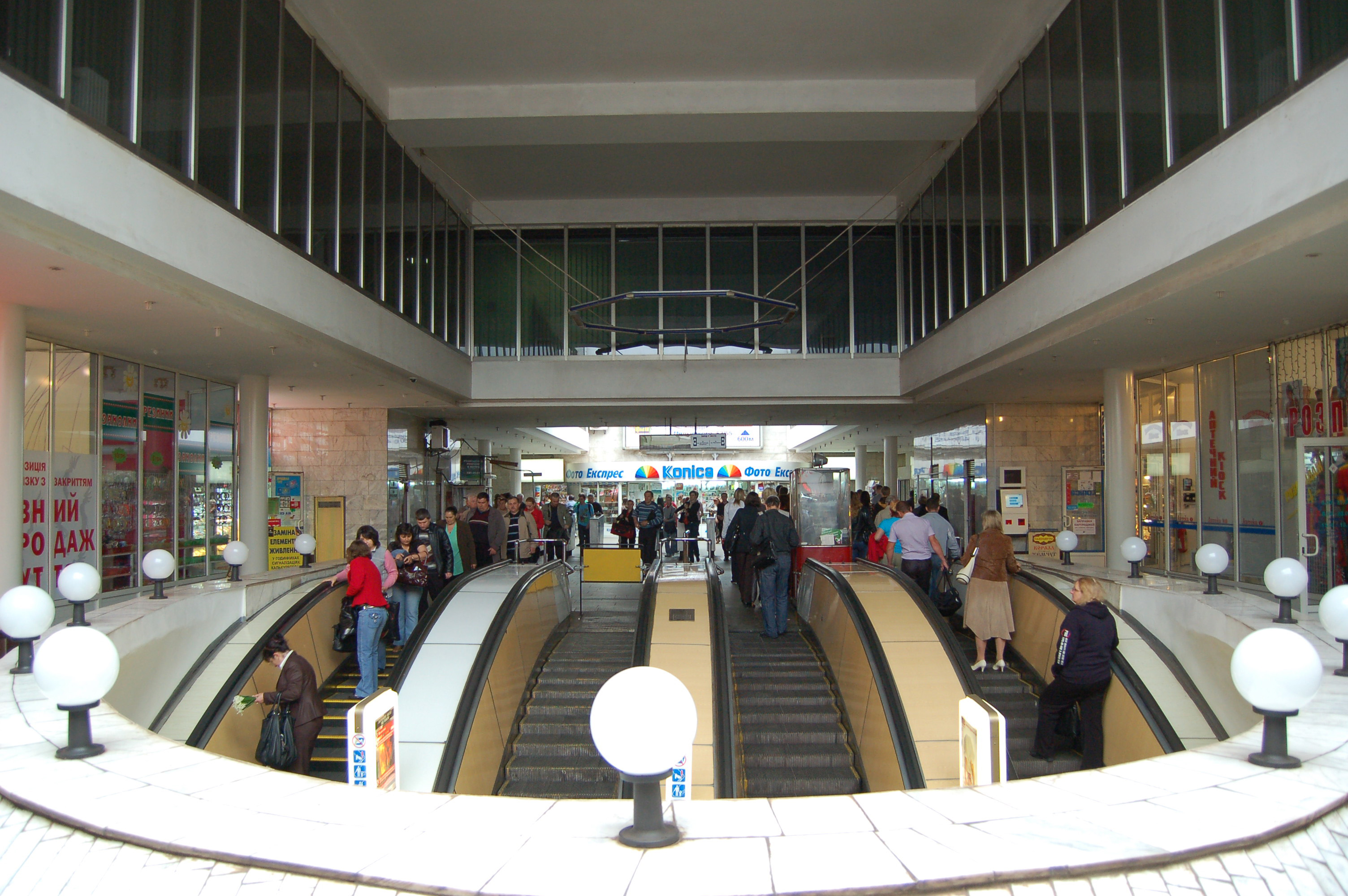
Інтер'єр наземного вестибюля
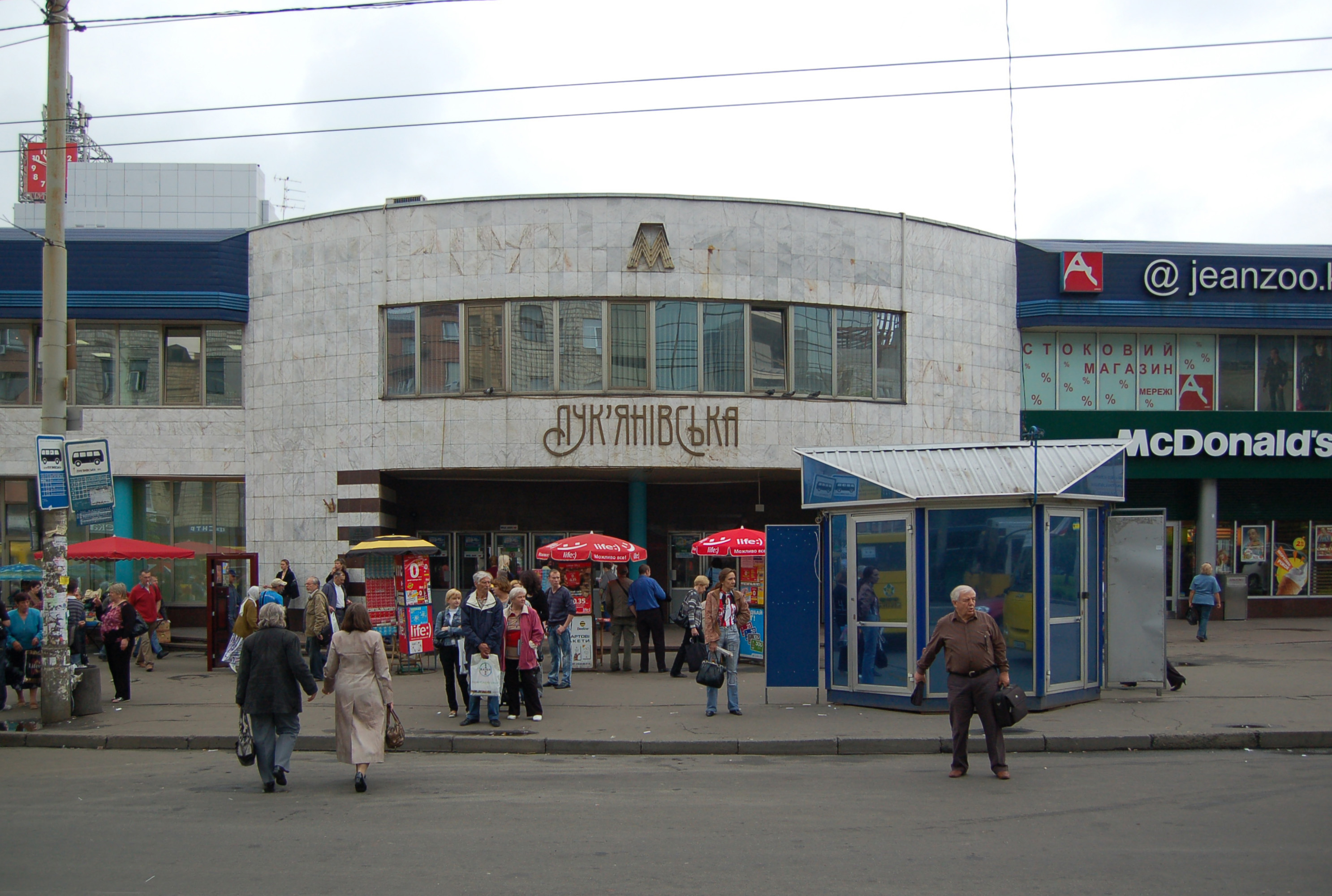
Наземний вестибюль
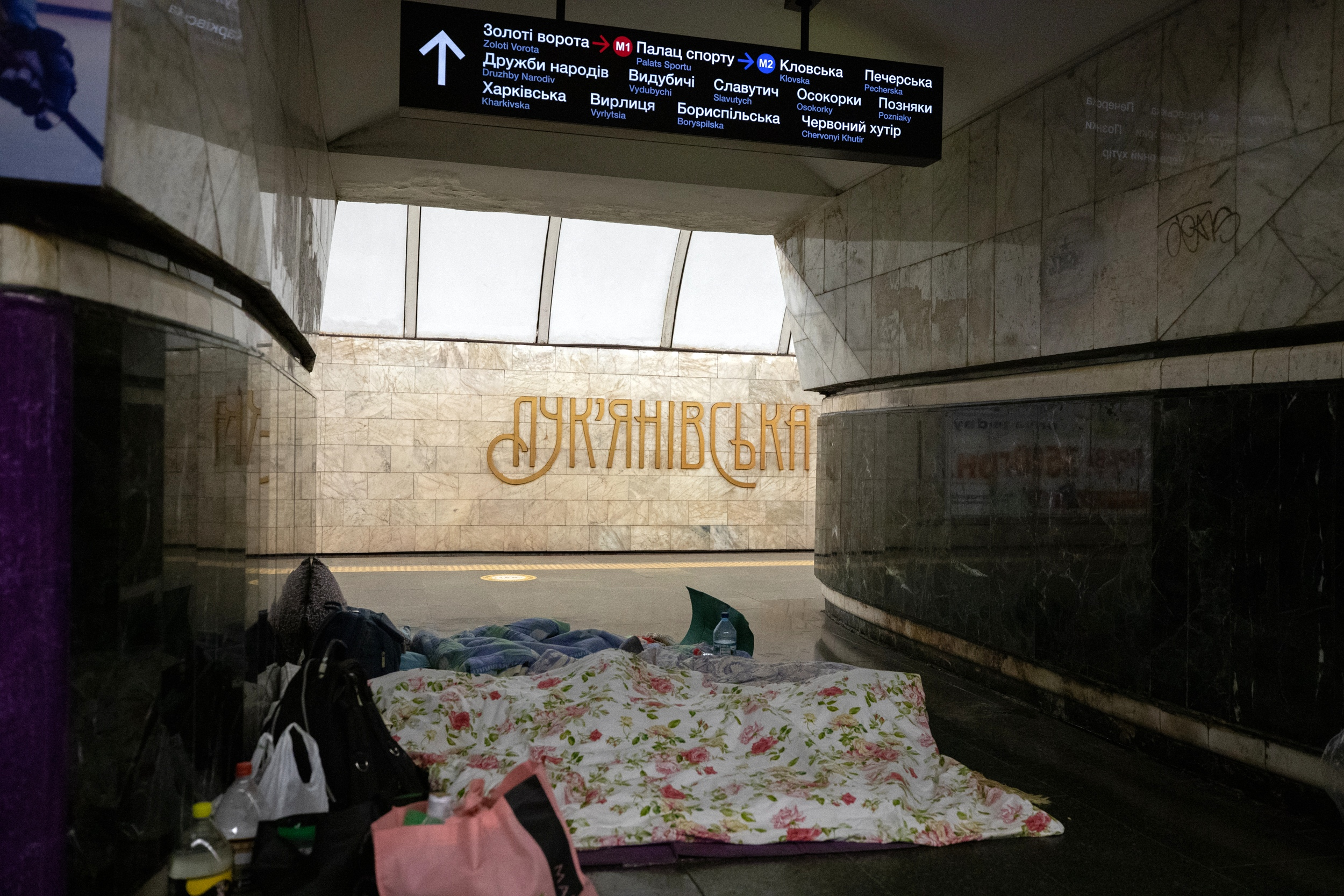
Станція, перетворена на бомбосховище після російського вторгнення в Україну
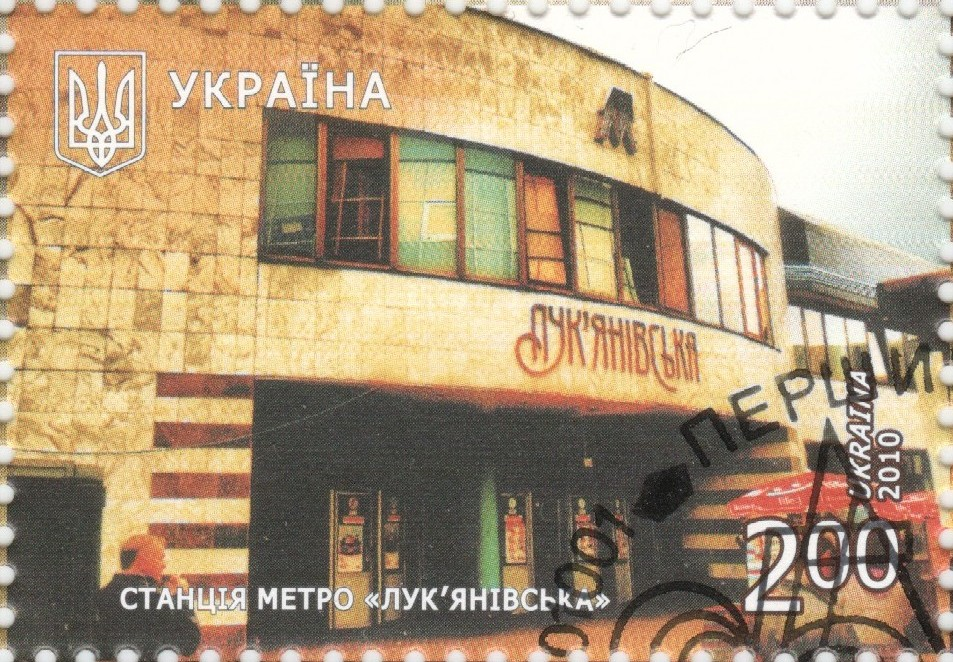
Поштова марка «Станція метро „Лук'янівська“»

## Режим роботи
Відправлення першого поїзду у напрямках:
- ст. «Червоний хутір» — 05:45
- ст. «Сирець» — 06:03

Відправлення останнього поїзду у напрямках:
- ст. «Червоний хутір» — 00:11
- ст. «Сирець» — 00:31

Розклад відправлення поїздів в вечірній час (після 22:00) у напрямках:
- ст. «Червоний хутір» — 22:15, 22:28, 22:45, 23:01, 23:18, 23:35, 23:52, 0:06, 0:11
- ст. «Сирець» — 22:26, 22:38, 22:50, 23:07, 23:24, 23:40, 23:57, 0:14, 0:31